# Lobocleta granitata
Lobocleta granitata là một loài bướm đêm trong họ Geometridae.